# 弗拉基米爾省
弗拉基米爾省（Влади́мирская губе́рния）是俄羅斯帝國和蘇聯早期的一個省。包括今日弗拉基米爾州、伊萬諾沃州南部、和雅羅斯拉夫爾州的南部等地區。面積48,473平方公里，1897年人口1,570,733人。首府弗拉基米爾。
1796年建省，1929年被併入伊萬諾沃工業區和下諾夫哥羅德州。